# 里爾圍城戰 (1940年)
里爾圍城戰是第二次世界大戰中，法國戰役的一場戰鬥。德軍於1940年5月28日至1940年6月1日包圍了里爾。法國第1軍團大約有4萬人，要抗擊包括三個裝甲師的七個德軍師。
由於法軍不斷的抵抗，使得盟軍得以從敦克爾克戰役撤離。邱吉爾曾說過，里爾法軍的英勇發揮，使得在敦克爾克多撤出了至少10萬人。在法軍的反擊中，他們還抓到了指揮德國第253步兵師的德國將軍庫涅。

## 來源
1. 1 2 3  Lormier 2005，第148頁.
2. ↑  Shirer 1969，第746頁.
3. ↑  . filefront.com.   [2008-08-20]. （原始内容存档于2013-12-20）.
4. ↑  . axishistory.com.   [2008-08-20]. （原始内容存档于2021-03-07）.